# Gerardo VI d'Armagnac
Gerardo d'Armagnac (in francese: Géraud VI d'Armagnac; ... – 1285) fu visconte di Fezensac dal 1245 e poi conte d'Armagnac e di Fezensac, dal 1256 alla sua morte.

## Origine
Gerardo, sia secondo lo storico francese Jean de Jaurgain, che secondo i Documens historiques et généalogiques sur les familles et les hommes remarquables du Rouergue, ed anche secondo Pierre de Guibours, detto Père Anselme de Sainte-Marie o più brevemente Père Anselme, era il figlio primogenito del visconte di Fezensac, Ruggero e di Pincelle o Pucelle d'Albret, che era figlia del signore d'Albret Amanieu IV e della moglie, Adelmodis d'Angoulême.
Ruggero, visconte di Fezensac:
- secondo Jean de Jaurgain, era Ruggero di Lomagne, figlio quintogenito del visconte di Fezensac, Bernardo di Lomagne e di Geralda di Foix[4], che sempre secondo Jean de Jaurgain era figlia del conte di Foix, Ruggero III e della moglie Cecilia Trencavel[5], che era figlia del visconte di Carcassonne, d'Albi e di Béziers, Raimondo I Trencavel[6] e della sua prima moglie, Adelaide[6], di cui non si conoscono gli ascendenti.
- secondo i Documens historiques et généalogiques sur les familles et les hommes remarquables du Rouergue, e Père Anselme, invece era Ruggero d'Armagnac, figlio quartogenito del conte d'Armagnac e di Fezensac, Bernardo IV e di Stephanie o Etiennette[7][8], di cui non si conoscono gli ascendenti[7][8].

## Biografia
Gerardo, assieme ai genitori viene citato nella Histoire de la Gascogne depuis les temps les plus reculés jusqu'à nos jours, tome 2, assieme ai genitori, Ruggero e Pincelle o Pucelle, inerente ad una donazione fatta dai genitori all'abbazia di Gimont
Suo cugino, il conte d'Armagnac e di Fezensac, Bernardo V morì nel 1245 circa; secondo Jean de Jaurgain, morì, senza discendenza, prima del 25 marzo 1246; mentre secondo i Documens historiques et généalogiques sur les familles et les hommes remarquables du Rouergue e Père Anselme Bernardo V morì, senza discendenza, nel 1245.
Secondo i Documens historiques et généalogiques sur les familles et les hommes remarquables du Rouergue e Père Anselme, gli succedette Gerardo (Gerardo V), figlio di Ruggero, fratello di Gerardo IV; mentre per Jean de Jaurgain, gli succedette la nipote, Mascarose di Lomagne, figlia della sorella di Bernardo, anche lei di nome, Mascarose, sotto la reggenza del padre, Arnaldo Oddone, visconte di Lomagne.
In effetti Gerardo, visconte di Fezensac, si considerava successore legittimo del cugino (secondo la Histoire de la Gascogne depuis les temps les plus reculés jusqu'à nos jours, tome 2, fu la madre, Pincelle, a reclamare le contee a suo nome), mentre, il padre di Mascarose, Arnaldo Oddone di Lomagne, pretendeva i feudi a nome della figlia, ancora minorenne, in quanto la madre di Mascarose, Mascarose d'Armagnac, sorella di Bernardo V, era premorta al fratello: questa situazione portò ad un conflitto tra Gerardo ed il padre di Mascarose, visconte di Lomagne e Arnaldo Oddone, in nome della figlia assunse il titolo di luogotenente del conte nell'Armagnac e nel Fezensac (tenant lieu de comte en Fezensac et en Armagnac).
Secondo alcuni storici il conflitto tra Gerardo e Arnaldo Oddone era stato generato dal fatto che quest'ultimo, nel 1246, si era sposato in seconde nozze con una sua cugina, Escaronne di Lomagne, per cui Gerardo voleva subentrare nella reggenza delle contee. Nella guerra che ne seguì Arnaldo Oddone fece prigioniero Gerardo, che neppure l'intervento del conte di Tolosa, Raimondo VII, riuscì a farlo liberare. Anzi dopo la morte di Raimondo VII, nel 1249, Arnaldo Oddone, nel 1251, rese omaggio al nuovo conte di Tolosa, Alfonso di Poitiers, per le terre di Auvillars (confinanti con la viscontea di Lomagne), alla presenza di Gerardo, come conferma anche Père Anselme.
Durante la prigionia di Gerardo, madre, Pincelle, rese omaggio, a nome del figlio a Alfonso di Poitiers ed alla moglie, Giovanna di Tolosa
Secondo Jean de Jaurgain, Mascarose di Lomagne morì nel 1254, ma il padre, Arnaldo Oddone, che, nel 1249 circa essendo rimasto vedovo, si era sposato per la terza volta, continuò a mantenere il controllo sulle contee e Gerardo divenne conte d'Armagnac e di Fezensac, solo dopo la sua morte, nel 1256; per Jean de Jaurgain, fu il sesto conte con tale nome, mentre per Père Anselme e i Documens historiques et généalogiques sur les familles et les hommes remarquables du Rouergue, fu il quinto. Comunque la guerra era terminata nel 1255, dopo l'intervento di mediazione del Visconte di Béarn, Gastone VII.
Dopo essere entrato in possesso dei titolo e dei feudi, Gerardo, nel 1267, confermò tutte le donazioni fatte dai suoi predecessori all'abbazia di Grandselve.
Nel 1268, Gerardo presenziò al matrimonio della cognata, Costanza di Béarn con Enrico di Cornovaglia, figlio del re dei Romani, Riccardo di Cornovaglia, e nipote del re d'Inghilterra Giovanni Senzaterra.
Quando Gerardo ebbe problemi con gli abitanti di Condom, ebbe il sostegno di Alfonso di Poitiers.
Gerardo era a Tarbes, nel 1284, quando per volere del re d'Inghilterra, Edoardo I, la contea di Bigorre, contesa tra Costanza di Béarn e Laura di Marsan, fu consegnata a Giovanni di Grailly.
Secondo i Documens historiques et généalogiques sur les familles et les hommes remarquables du Rouergue, e Père Anselme, Gerardo morì nel 1285, mentre secondo Jean de Jaurgain, era morto nel 1280.

## Matrimonio e discendenza
Gerardo aveva sposato Mathe di Béarn, che, sia secondo la Chroniques romanes des comtes de Foix, che secondo Père Anselme, era la figlia secondogenita del Visconte di Béarn, Gastone VII e della Contessa di Bigorre e viscontessa di Marsan, Mathe di Matha, figlia di Bosone di Marsan Conte di Bigorre e della prima moglie Petronilla Contessa de Bigorre. Mathe ereditò dal padre la viscontea di Gavaudun, che nel 1297, le fu riconosciuta anche dalla sorella, Costanza di Béarn; nel 1302 venne citata (comitissa Armeniaci et Fesenciaci matri nostræ) nel testamento del figlio, Bernardo, che per lei dispose un lascito, come viene riportato nel testamentum Bernardi comitis Armaniaci et Fesenciaci, inserito nel Veterum Scriptorum, Tome I; secondo Père Anselme, Mathe era ancora in vita nel 1317, quando il re di Francia, Filippo il Lungo, le ingiunse di consegnare il castello di Gavaudun.
Gerardo da Mathe ebbe sei figli:
- Bernardo († 1319), conte d'Armagnac e di Fezensac[2][14][19]
- Gastone († 1319), visconte di Fezensac[14][19], capostipite degli Armagnac-Fezensac[2]
- Ruggero († 1339), vescovo di Lavaur, dal 1318 e poi arcivescovo di Auch[2][14][19]
- Mascarosa († 1302 circa), sposata ad Arnaldo Guglielmo Signore di la Barthe[2][19][24]
- Pucelle († prima del 1304), sposata a Bernardo VIII conte di Comminges[2][14][19]
- Mathe († 1313), sposata a Bernardo di Lomagne, detto Trencaleon, Signore di Firmaçon[2][14][19].

### Fonti primarie
- (LA)  Veterum Scriptorum, Tomus I.
- (FR)  Histoire Générale de Languedoc, Tome IV, Notess.
- (FR)  Histoire de la Gascogne depuis les temps les plus reculés jusqu'à nos jours, tome 2.
- (FR)  Histoire généalogique et chronologique de la maison royale de France, tomus III.
- (FR)  Documens historiques et généalogiques sur les familles et les hommes remarquables du Rouergue.

### Letteratura storiografica
- (FR) La Vasconie, étude historique et critique, vol II, su 1886.u-bordeaux-montaigne.fr. URL consultato il 1º gennaio 2019 (archiviato dall'url originale il 15 dicembre 2018).
- (OC, FR)  Chroniques romanes des comtes de Foix.